# Ginástica de trampolim nos Jogos Europeus de 2015 - Masculino sincronizado
A competição do trampolim sincronizado masculino foi um dos eventos da ginástica de trampolim nos Jogos Europeus de 2015, em Baku, no Azerbaijão. Foi disputada na Arena Nacional de Ginástica nos dias 19 e 21 de junho.

## Calendário
Horário de verão do Azerbaijão (UTC+5).
| Data        | Horário | Fase         |
| ----------- | ------- | ------------ |
| 19 de junho | 19:00   | Qualificação |
| 21 de junho | 11:00   | Final        |

## Medalhistas
| Ouro   | RUS Mikhail Melnik e Dmitry Ushakov      |
| Prata  | BLR Uladzislau Hancharou e Mikalai Kazak |
| Bronze | GER Martin Gromowski e Kyrylo Sonn       |

## Resultado

### Qualificação
O resultado da qualificação foi o seguinte.
| Posição | Ginastas                           | Nacionalidade    | Rotina 1 | Rotina 2 | Total  | Notas |
| ------- | ---------------------------------- | ---------------- | -------- | -------- | ------ | ----- |
| 1       | Uladzislau Hancharou Mikalai Kazak | BLR Bielorrússia | 40.100   | 50.400   | 90.500 | Q     |
| 2       | Mikhail Melnik Dmitry Ushakov      | RUS Rússia       | 39.900   | 48.900   | 88.800 | Q     |
| 3       | Martin Gromowski Kyrylo Sonn       | GER Alemanha     | 39.900   | 48.300   | 88.200 | Q     |
| 4       | Bartłomiej Hes Łukasz Tomaszewski  | POL Polônia      | 37.500   | 48.200   | 85.700 | Q     |
| 5       | Naim Ashhab Martin Pelc            | CZE Chéquia      | 37.700   | 44.600   | 82.300 | Q     |
| 6       | Måns Åberg Jonas Nordfors          | SWE Suécia       | 38.400   | 43.900   | 82.300 | Q     |
| 7       | Sébastien Martiny Allan Morante    | FRA França       | 38.400   | 34.800   | 73.200 | R1    |
| 8       | Simon Progin Nicolas Schori        | SUI Suíça        | 38.100   | 23.300   | 61.400 | R2    |
| 9       | Ilya Grishunin Oleg Piunov         | AZE Azerbaijão   | 34.200   | 20.200   | 54.400 |       |
| 10      | Dmytro Byedyevkin Mykola Prostorov | UKR Ucrânia      | 38.200   | 10.800   | 49.000 |       |
| 11      | Diogo Ganchinho Ricardo Santos     | POR Portugal     | 37.600   | 10.200   | 47.800 |       |

### Final
O resultado final foi o seguinte.
| Pos.              | Ginastas                           | Nacionalidade    | Dificuldade | Execução | Sincronismo | Penalidade | Total  |
| ----------------- | ---------------------------------- | ---------------- | ----------- | -------- | ----------- | ---------- | ------ |
| Medalha de ouro   | Mikhail Melnik Dmitry Ushakov      | RUS Rússia       | 16.000      | 16.300   | 18.800      |            | 51.100 |
| Medalha de prata  | Uladzislau Hancharou Mikalai Kazak | BLR Bielorrússia | 14.600      | 17.400   | 18.800      |            | 50.800 |
| Medalha de bronze | Martin Gromowski Kyrylo Sonn       | GER Alemanha     | 16.000      | 15.800   | 17.000      |            | 48.800 |
| 4                 | Naim Ashhab Martin Pelc            | CZE Chéquia      | 14.000      | 15.700   | 19.000      |            | 48.700 |
| 5                 | Måns Åberg Jonas Nordfors          | SWE Suécia       | 13.800      | 15.000   | 16.400      |            | 45.200 |
| 6                 | Bartłomiej Hes Łukasz Tomaszewski  | POL Polônia      | 3.400       | 3.400    | 3.800       |            | 10.600 |